# Övrasjön (Skirö socken, Småland)
Övrasjön är en sjö i Vetlanda kommun i Småland och ingår i Emåns huvudavrinningsområde. Sjön är 21,5 meter djup, har en yta på 1,09 kvadratkilometer och befinner sig 155,3 meter över havet.

## Delavrinningsområde
Övrasjön ingår i det delavrinningsområde (636137-147576) som SMHI kallar för Utloppet av Övrasjön. Medelhöjden är 168 meter över havet och ytan är 4,3 kvadratkilometer. Det finns inga delavrinningsområden uppströms utan avrinningsområdet är högsta punkten. Vattendraget som avvattnar avrinningsområdet har biflödesordning 4, vilket innebär att vattnet flödar genom totalt 4 vattendrag innan det når havet efter 137 kilometer. Delavrinningsområdet består mestadels av skog (34 %), öppen mark (12 %) och jordbruk (27 %). Avrinningsområdet har 1,07 kvadratkilometer vattenytor vilket ger det en sjöprocent på 24,8 %.